# Uhelný mlýn v Libčicích
Uhelný mlýn v Libčicích je průmyslová stavba z přelomu 19. a 20. století. V roce 2013 byl mlýn zrekonstruován a oceněn Národní cenou za architekturu Grand Prix. Sídlí zde ateliér architekta Patrika Hoffmana.

## Historie
Areál šroubáren a drátoven v Libčicích byl založen v roce 1872. Nachází se v něm několik desítek různých objektů, které souvisí s provozem – především výrobní haly a sklady. 
Objekt samotného uhelného mlýna vznikl kolem roku 1900 a stejně jako celý areál je postaven z pálených cihel z místní cihelny. Uhelný mlýn sloužil k tomu, že se v něm mlelo uhlí na uhelný prach. Ten se následně spaloval v sousední kotelně.
Celý areál byl v roce 1948 zestátněn a uhelný mlýn byl poté v roce 1965 přepatrován ocelovým skeletem – ze dvou, na tři patra – a sloužil jako sklad kancelářských potřeb. Do objektu byly přidány některé další prvky, jako například dopravní výtah, který zůstal zachován dodnes. V roce 1992 byl areál zprivatizován, ale v roce 2003 zbankrotoval.
Objekt uhelného mlýna zůstal zachován bez dalších výrazných zásahů do doby, kdy ho kdy ho v roce 2010, koupila firma LUGI s.r.o. 
Ve stejném roce architektonický ateliér Hoffman, v čele s Patrikem Hoffmanem, začal pracovat na dokumentaci revitalizace objektu a ještě ten rok začaly stavební práce, které trvaly do konce roku 2011. V lednu 2012 byla potom celá nově zrekonstruovaná stavba Uhelného mlýna zkolaudována.
V roce 2015 Patrik Hoffman budovu i s pozemkem od firmy LUGI s.r.o. koupil a začal ho využívat jako svůj architektonický ateliér. Krom ateliéru v horním patře mlýna se zde nachází depozit současného umění artotéka.eu a expozice dánského designového nábytku GUBI.

## Původní vzhled
Zděná budova o rozměrech 12,1 × 17,5 m a výšce 11 m, která byla dodatečně výškově rozdělena vloženou nezávislou ocelovou konstrukcí na 3 podlaží. Zastřešená nízkou sedlovou nezateplenou střechou s hřebenovým světlíkem, nesenou ocelovými příhradovými vazníky. Podlahy tvořily jen ocelové plechy s žebry, položené na nosné konstrukci patrové vestavby.
Jednotlivá podlaží byla propojena přímým, velmi strmým jednoramenným ocelovým schodištěm. Součástí objektu byl nákladní výtah o nosnosti 1000 kg, vytápění a osvětlení jednoduchými dělenými ocelovými okny. Vstup do objektu byl přes dvoukřídlá ocelová vrata. Sklad byl vybaven ocelovými regály s dřevěnou výplní.
Na stavbě jsou zachovány všechny detaily práce s cihelnou vazbou – římsy, nadpraží, zpevněná nároží i zaoblené cihelné tvarovky. Stejně tak všechny ocelové prvky jako mříže v oknech nebo příhradové nosníky nesoucí střechu. Celý dům je napojen na soustavu potrubí a je jím v podstatě opletený. Na čelní fasádě si lze všimnout i původních přípojek elektřiny s keramickými chrániči. Z normalizační vrstvy je to potom dopravní výtah.

## Vzhled po rekonstrukci
Účelem stavby po revitalizaci měl být showroom firmy LUGI s.r.o. a ateliér Patrika Hoffmana, včetně galerie ARTO.TO. Při pohledu na zrekonstruovaný Uhelný Mlýn by mělo být jednoznačně patrné, co je původní a co přidané. Hmoty nově přistavovaných vnějších částí byly realizovány jako systém vzájemně propojených ocelových krabic (vstupní pavilon, schodiště, balkon, kotelna) z plechů tloušťky 4 mm s úmyslem, aby co nejméně narušovaly původní vzhled budovy.
Byly odstraněny dodatečné vestavby a stávající vnitřní schodiště bylo nahrazeno novým, nově orientovaným ocelovým schodištěm. Hlavní vstup do objektu byl nově navržen z čelní jihozápadní fasády přes nové závětří a zádveří, na které je podél jihovýchodní fasády napojeno nové venkovní odsazené kryté ocelové schodiště, umožňující nezávislý vstup do 3. nadzemního podlaží přímo z úrovně terénu. Boční vstup zůstal zachován pro účely zásobování. Jednotlivá podlaží jsou propojena stávajícím výtahem a jednoramenným schodištěm. Na severovýchodní fasádu (směrem k řece) byl v úrovni 3. NP, v místě okenního otvoru, přidán vykonzolovaný ocelový balkon a na severozápadní stranu prosklený blok technické místnosti.
Zázemí v podobě toalet, kuchyňky, úklidových komor a propojovacího schodiště mezi jednotlivými podlažími je ukryto v samostatných dřevěných „krabicích“, umístěných volně v prostoru tak, aby nechaly vyniknout původní konstrukci domu. Nová podlaha i konstrukce byla dotažena až k obvodovým zdem. Tímto bylo docíleno zavětrování celé konstrukce, díky čemuž mohlo být odstraněno zavětrování šikmými táhly v místě nových vstupů do objektu. Celá konstrukce byla očištěna a natřena.
Střešní ocelová vazníková konstrukce byla ponechána ve své podobě, včetně dřevěných krokví a bednění. Na tuto konstrukci byl proveden nový zateplený střešní plášť. Světlík byl po stranách opatřen novými okenními otvory. Okenní otvory byly z vnitřní strany doplněny novými hliníkovými okny s izolačním dvojsklem a původní ocelové rámy okenních výplní byly opraveny a zachovány.
Cena celé rekonstrukce byla 13,8 mil. Kč, z toho 8 mil. tvořila dotace ze strukturálních fondů Evropské unie - z dotačního programu OPPI (Operační program podnikání a inovace).